# 석수 나들목
석수 나들목(石水-, Seoksu IC)은 경기도 안양시 만안구 석수1동과 석수2동에 걸쳐 설치된 제2경인고속도로의 14번 교차로이다. 고속도로에서 성남 방향 진입이 불가능하다.

## 연혁
- 1995년 4월 1일 : 1995년 12월까지 나들목 건설을 위해 경기도 안양시 석수동 505m 구간을 734m로 도로구역 변경[1]
- 1995년 12월 28일 : 제2경인고속도로 광명 ~ 안양 구간 개통과 함께 영업 개시[2]
- 1996년 12월 7일 : 1998년 12월까지 나들목 직결램프 설치를 위해 경기도 안양시 만안구 석수동 350m 구간 도로구역 변경[3]
- 2010년 3월 19일 : 제2경인연결(안양 ~ 성남간) 고속도로 신설을 위해 안양시 도시계획시설 교통광장에 석수 나들목 면적 변경[4]
- 2010년 3월 31일 : 서해안고속도로 안산 ~ 일직 구간 왕복 8 ~ 10차선 확장 공사를 위해 안양시 도시계획시설 교통광장 면적 변경[5]
- 2017년 9월 27일: 제2경인고속도로 삼막 나들목 ~ 여수대로 나들목 구간 개통과 함께 인천방향 진출로 추가 개통
- 2022년 12월 29일: 제2경인고속도로 화재 폭발 사고가 발생하여 석수 나들목 ~ 여수대로 나들목 구간 운행 중단.
- 2023년 1월 3일: 석수 나들목 ~ 삼막 나들목 운행 재개

## 구조물 정보
- 위치: 경기도 안양시 만안구 석수1동, 석수2동

## 접속하는 도로
- 국도 제1호선 (경수대로)
- 안양로

## 사진

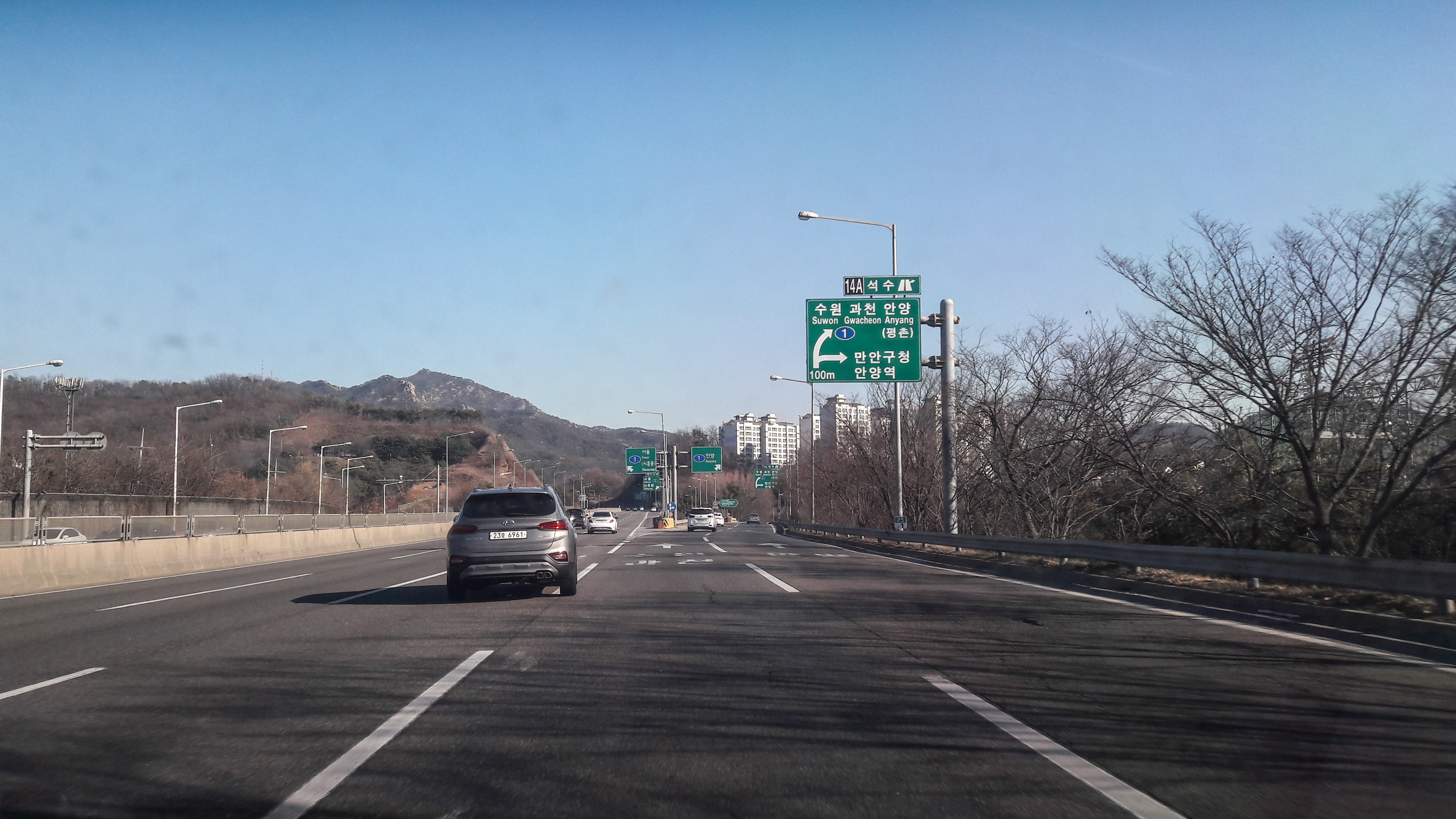
1지점 램프 100m 표지판(하행)